# Vimala Devi
Vimala Devi, de son vrai nom Teresa da Piedade de Baptista Almeida, née à Goa, en Inde en 1932, est une écrivaine portugaise. 

## Biographie
Liée à la diplomate féministe chilienne et prix Nobel de littérature Gabriela Mistral (1889-1957) et à l'écrivaine uruguayenne Ida Vitale (1925-), l'œuvre de Vimala Devi est marquée par le symbolisme, le modernisme et le surréalisme.
En 1957, elle emménage à Lisbonne, où elle publie dans le journal O Heraldo, puis à Paris.
Elle vit ensuite de 1964 à 1971 à Londres, où elle travaille pour la BBC en tant que critique d'art. 
Elle est établie à Barcelone depuis 1973. Elle y publie notamment un dictionnaire portugais-catalan (1985) et un dictionnaire catalan-portugais (1989) pour l'Enciclopèdia Catalana.

## Œuvres notables
- Súria : poemas (1962), recueil de poèmes inspirés par l'Inde[7].
- Monção (1963)
- Hologramas (1969)
- Telepoemas (1970)
- Hora (1991)
- Rosa secreta (1992)
- El temps irresolt (1995)
- Pluralogo (1996)
- Speguliĝoj (1998)
- Éticas-Ètiques (2000)
- A Cidade e os Dias (2008)
- Mousson : contes de Goa (2019), traduction française aux éditions Le Poisson Volant.